# Philip Davis (político)
Philip Edward "Brave" Davis QC MP (Nasáu, Nueva Providencia; 7 de junio de 1951) es un político bahameño que se desempeña como primer ministro de Bahamas desde 2021. Ha sido miembro del Parlamento (MP) por la circunscripción de Cat Island, Rum Cay y San Salvador desde mayo de 2002.
Davis fue vice primer ministro bajo el mandato de Perry Christie y ministro de Obras Públicas y Desarrollo Urbano de 2012 a 2017. Luego se desempeñó como Líder de la Oposición desde mayo de 2017 hasta septiembre de 2021, cuando llevó al Partido Liberal Progresista a la victoria y posteriormente juró su cargo como primer ministro.

## Biografía

### Primeros años
Davis nació en una casa cerca de Wulff Road, siendo el mayor de los ocho hijos de Dorothy (de soltera Smith), una trabajadora doméstica de Alexander, Great Exuma y Brave Edward Davis, un bombero de Old Bight, Cat Island. Davis pasó su infancia temprana viviendo con sus abuelos en Cat Island, donde asistió a la Old Bight All Age School. Al regresar a Nasáu, continuó su educación en Eastern Schools y se graduó del St. John's College. Al crecer en una familia pobre, Davis trabajó en varios trabajos ocasionales desde los 7 años para llegar a fin de mes.

### Carrera profesional
Después de terminar sus O Levels, Davis fue un trabajador de la construcción hasta que consiguió un trabajo en Barclays. El trabajo fue breve, ya que sus supervisores lo alentaron a dedicarse a la abogacía. Primero fue invitado a una entrevista para convertirse en un secretario articulado en las cámaras de abogados de Davis Bethel. Aunque el trabajo fracasó, terminó como empleado en Wallace-Whitfield & Barnwell más tarde ese año y completó sus estudios legales en tres años. Davis fue llamado al Colegio de Abogados de Bahamas en 1975, donde se desempeñó durante dos períodos como vicepresidente y uno como presidente. Se convirtió en socio a largo plazo de Christie, Ingraham & Co, y fue nombrado magistrado. Formó parte del Consejo de Educación Jurídica de la CARICOM.

## Carrera política
Davis se involucró en el Partido Liberal Progresista a una edad temprana, como ayudante de campaña voluntario en las elecciones generales de 1967. Fue elegido por primera vez como miembro del Parlamento (MP) por la circunscripción de Cat Island, Rum Cay y San Salvador en una elección parcial en 1992. Aunque perdió su escaño en 1997, lo recuperó en 2002 y lo ha mantenido desde entonces.
Antes de convertirse en primer ministro, Davis fue líder de la oposición y del Partido Liberal Progresista, habiendo sido elegido como tal en la convención del partido en octubre de 2017. Antes de su elección como líder del partido, fue vicepresidente, cargo en el que fue designado por el entonces líder Perry Christie en 2009. Cuando el PLP ganó las elecciones generales de 2012, se convirtió en vice primer ministro y ministro de Obras Públicas y Desarrollo Urbano de Bahamas, cargo en el que se desempeñó hasta 2017, cuando el PLP fue una vez más derrotado en las urnas.
Como ministro de Obras Públicas y Desarrollo Urbano, supervisó y aseguró que alrededor de 1000 hogares, tanto en Family Islands como en New Providence, recibieran baños interiores y agua potable, además, supervisó los desarrollos de infraestructura en las islas, como la construcción de carreteras, reconstrucción de malecones, iluminación de los aeropuertos de Family Islands y reparación de edificios y muelles dañados por los huracanes. Estableció el Programa de Reparación de Hogares Pequeños de Renovación Urbana, que atendió a más de 1000 propietarios y empleó a miles de contratistas y comerciantes.
Se convirtió en miembro del Queen's Counsel (QC) en 2015.
Después de ganar las elecciones de 2021 de manera aplastante, Davis fue nombrado primer ministro.

## Vida personal
Davis está casado con Ann Marie Davis, activista por los derechos de las mujeres y tesorera de la Sociedad Protectora de Animales de Bahamas. Tienen seis hijos y son anglicanos practicantes en St. Christopher's. Davis es miembro del Toastmasters Club 1600 y un entusiasta deportista interesado en el béisbol, el softbol y la natación.